# Athetis gluteosa
Athetis gluteosa là một loài bướm đêm thuộc họ Noctuidae. Nó được tìm thấy ở Hà Lan, Bỉ và Pháp, qua miền trung và nam châu Âu tới miền bắc Thổ Nhĩ Kỳ, Ngoại Kavkaz, miền nam Nga, phần phía nam của vùng Ural, miền nam Siberia, bán đảo Triều Tiên và Nhật Bản.
Sải cánh dài 24–27 mm. Con trưởng thành bay từ cuối tháng 6 đến giữa tháng 8 làm một đợt.